# Lietuvos laisvės sąjunga (liberalai)
Lietuvos laisvės sąjunga (liberalai) (LLS; deutsch „Litauische Freiheitsunion (Liberale)“) war eine liberale Partei in Litauen, geleitet von Artūras Zuokas. Sie wurde am 12. Juli 2014 nach dem Zusammenschluss von Liberalų ir centro sąjunga (LCS) und „Sąjunga TAIP“ gegründet. Sie fusionierte am 6. Juni 2020 mit der rechtspopulistischen Partei Tvarka ir teisingumas zu Laisvė ir teisingumas („Freiheit und Gerechtigkeit“).

## Politiker
LLS-Politiker leiteten als Bürgermeister die Stadtgemeinde Vilnius (bis 2015), Gemeinde Visaginas, Gemeinde Elektrėnai, Rajongemeinde Švenčionys und Gemeinde Kazlų Rūda. Daneben waren drei LLS-Mitglieder als Vizebürgermeister und vier als Direktoren der Gemeindeverwaltungen tätig. Unter den Mitgliedern ist auch Žilvinas Šilgalis, ehemaliges Mitglied im Seimas.

## Leitung
- Vorsitzender: Artūras Zuokas
- Stellvertreter: Miroslavas Monkevičius, Dalia Štraupaitė, Rasa Jaškevičienė, Regimantas Čiupaila, Aldona Šventickienė, Vidmantas Valinčius, Sigitas Šiupšinskas.[2]